# Étang Jomard
Pour les articles homonymes, voir Jomard.
L'étang Jomard est un étang situé à Souzy, dans le Rhône.